# Maubaralissa
Maubaralissa (Maubaralisa, Maubara Lissa) ist ein osttimoresischer Suco im Verwaltungsamt Maubara (Gemeinde Liquiçá).

## Geographie
Maubaralissa liegt im nördlichen Zentrum des Verwaltungsamts Maubara. Im Norden reicht er mit einem schmalen Streifen an die Sawusee, nordwestlich befindet sich der Suco Vaviquinia, östlich der Suco Vatuvou, südlich der Suco Lissadila, im Südwesten der Suco Guiço und westlich der Suco Gugleur. Im Norden entspringt im Grenzgebiet zu Vaviquinia der Fluss Bahonu, der nun die Grenze zwischen den beiden Sucos bildet. An seiner Mündung liegt das Kap Ponta Camale Media Ilo.
Vor der Gebietsreform 2015 hatte Maubaralissa eine Fläche von 12,57 km². Dann wurden die Grenzen im Süden neu gezogen und im Norden das Territorium bis zum Meer ausgedehnt. Nun gehören zu Maubaralissa 18,56 km².
Im Norden von Maubaralissa liegen die Dörfer Vila, Vatuguili, Kemipu und Lakmade, im Westen Laklema und im Süden Baiquenulau (Baiquenilau, Baiquenilab, Baikenulau), Nunulete, Darulema und Lissalara, (Lisalara). In Baiquenulau befinden sich eine medizinische Station und eine Grundschule.
Im Suco befinden sich die fünf Aldeias Baiquenulau, Darulema, Lissalara, Nunulete und Vatuguili.

## Einwohner
Im Suco leben 2.589 Einwohner (2022), davon sind 1.342 Männer und 1.247 Frauen. Im Suco gibt es 504 Haushalte. Fast 98 % der Einwohner geben Tokodede als ihre Muttersprache an. Minderheiten sprechen unter anderem Tetum Prasa oder Mambai.

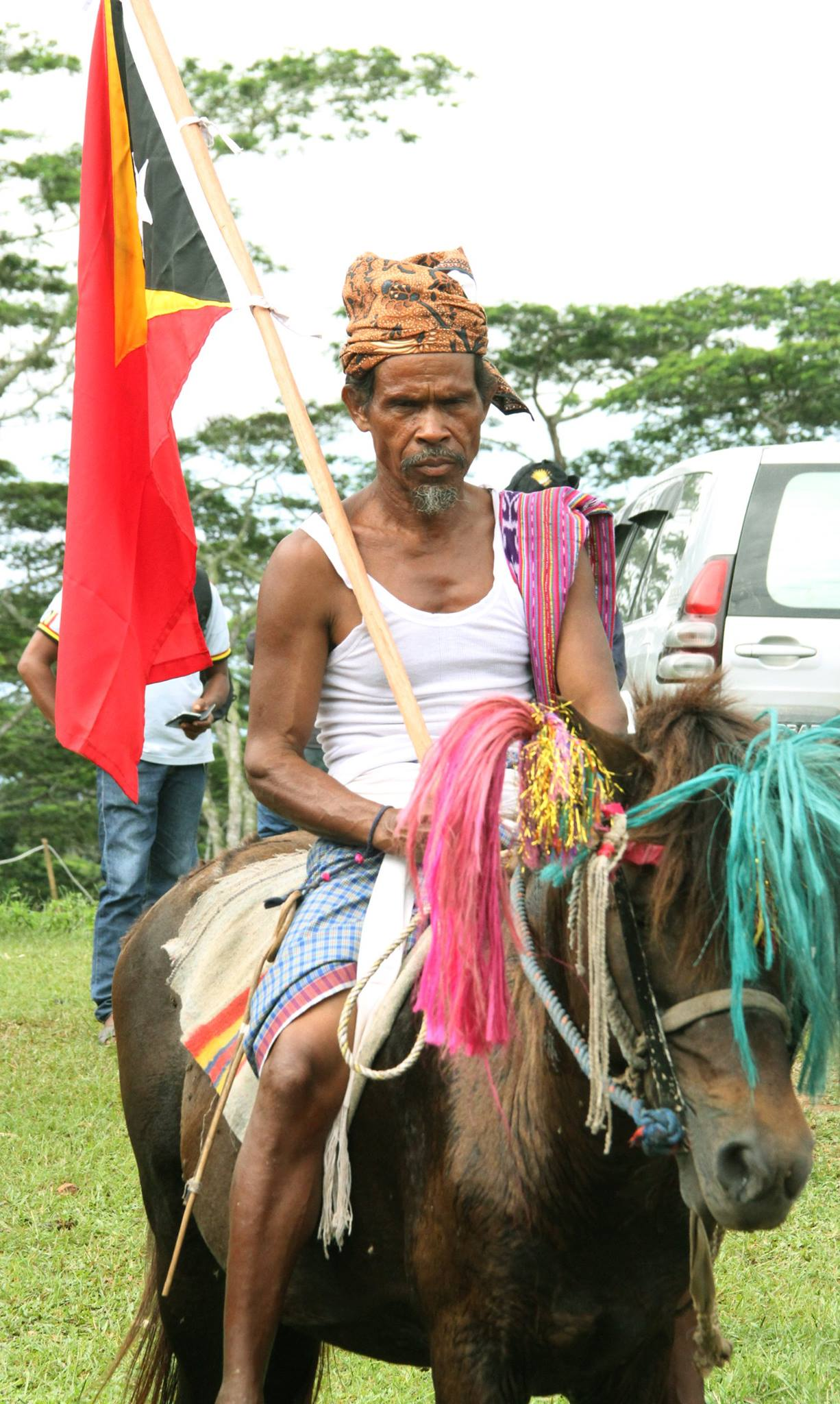
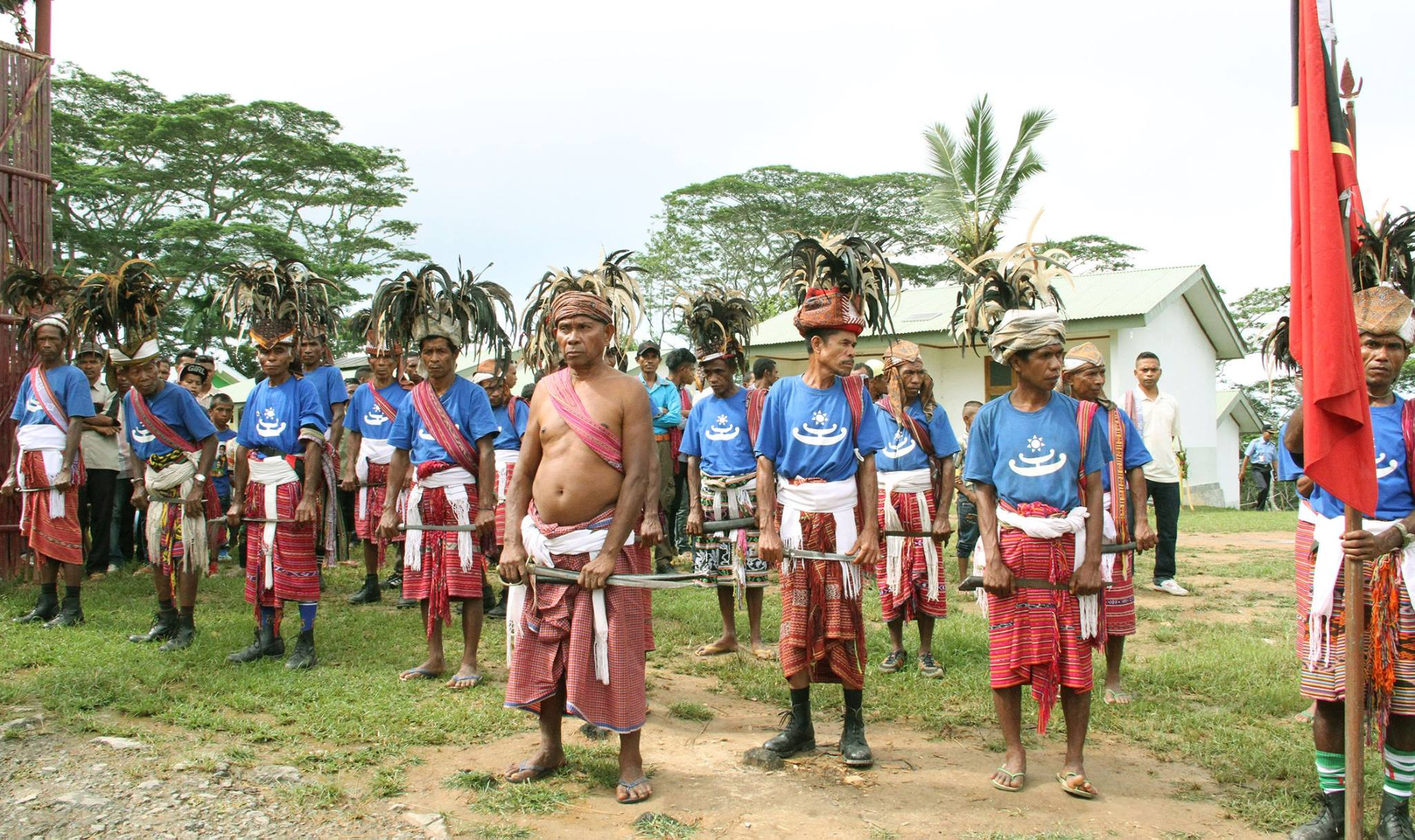
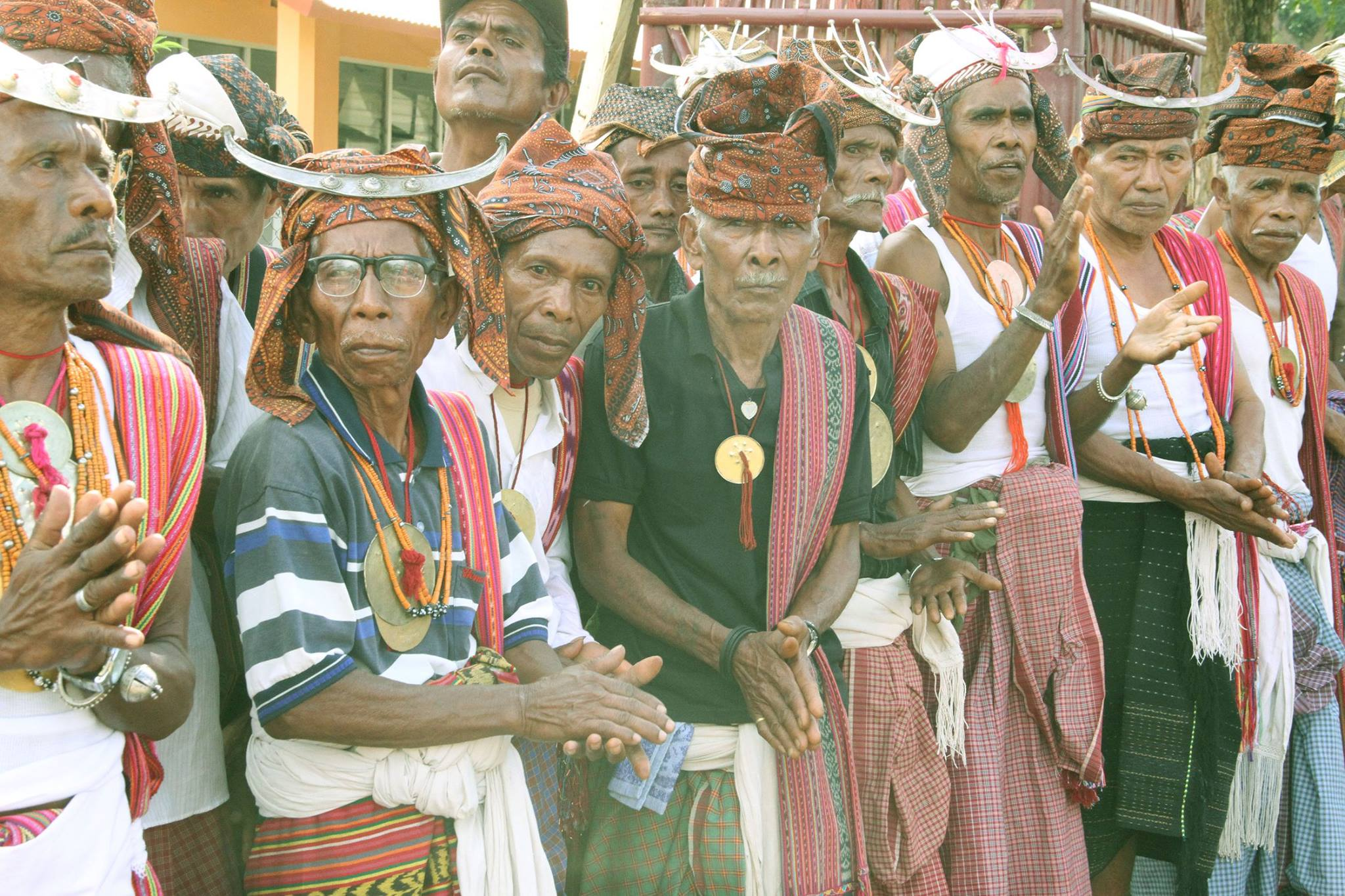
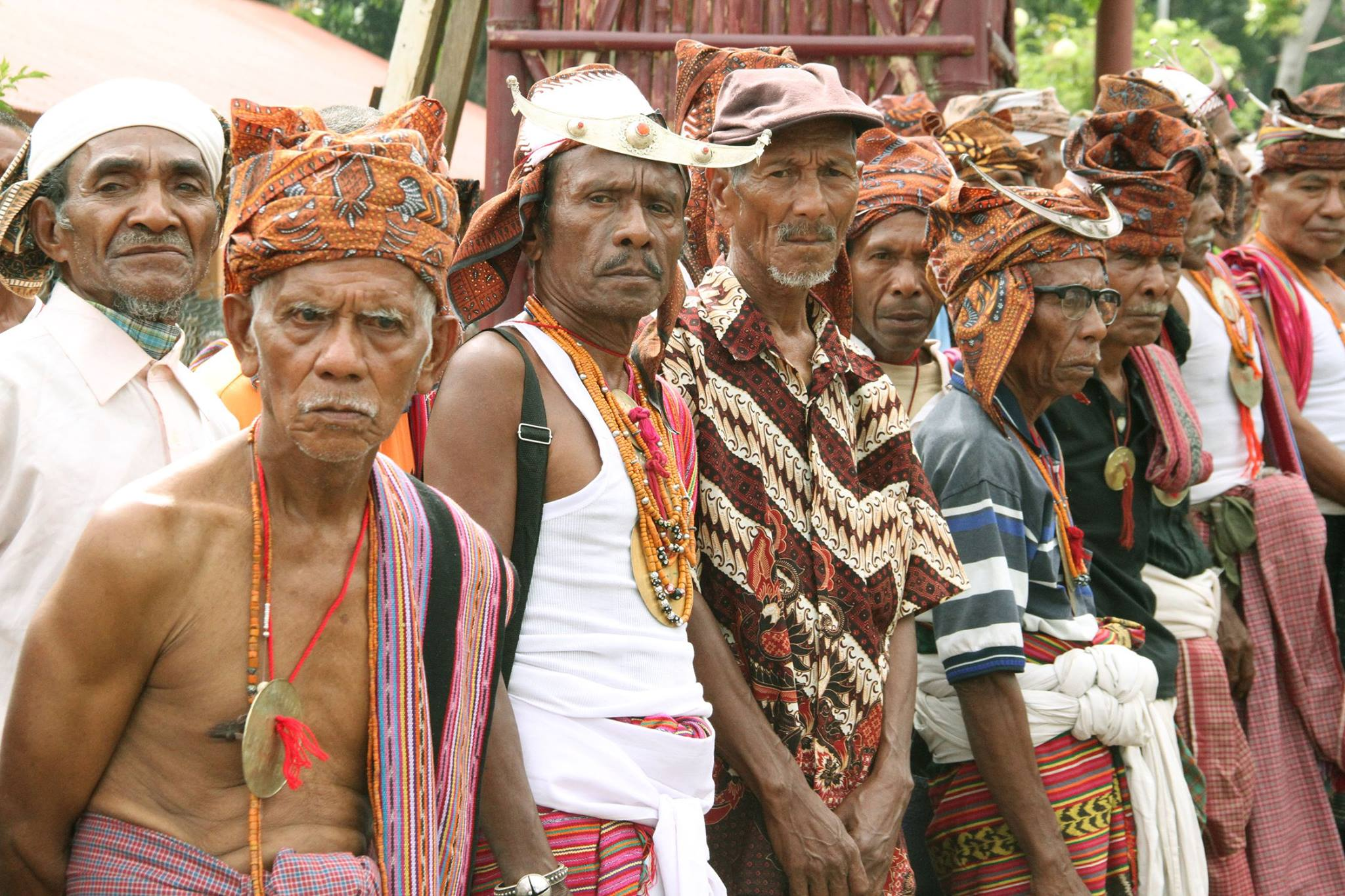
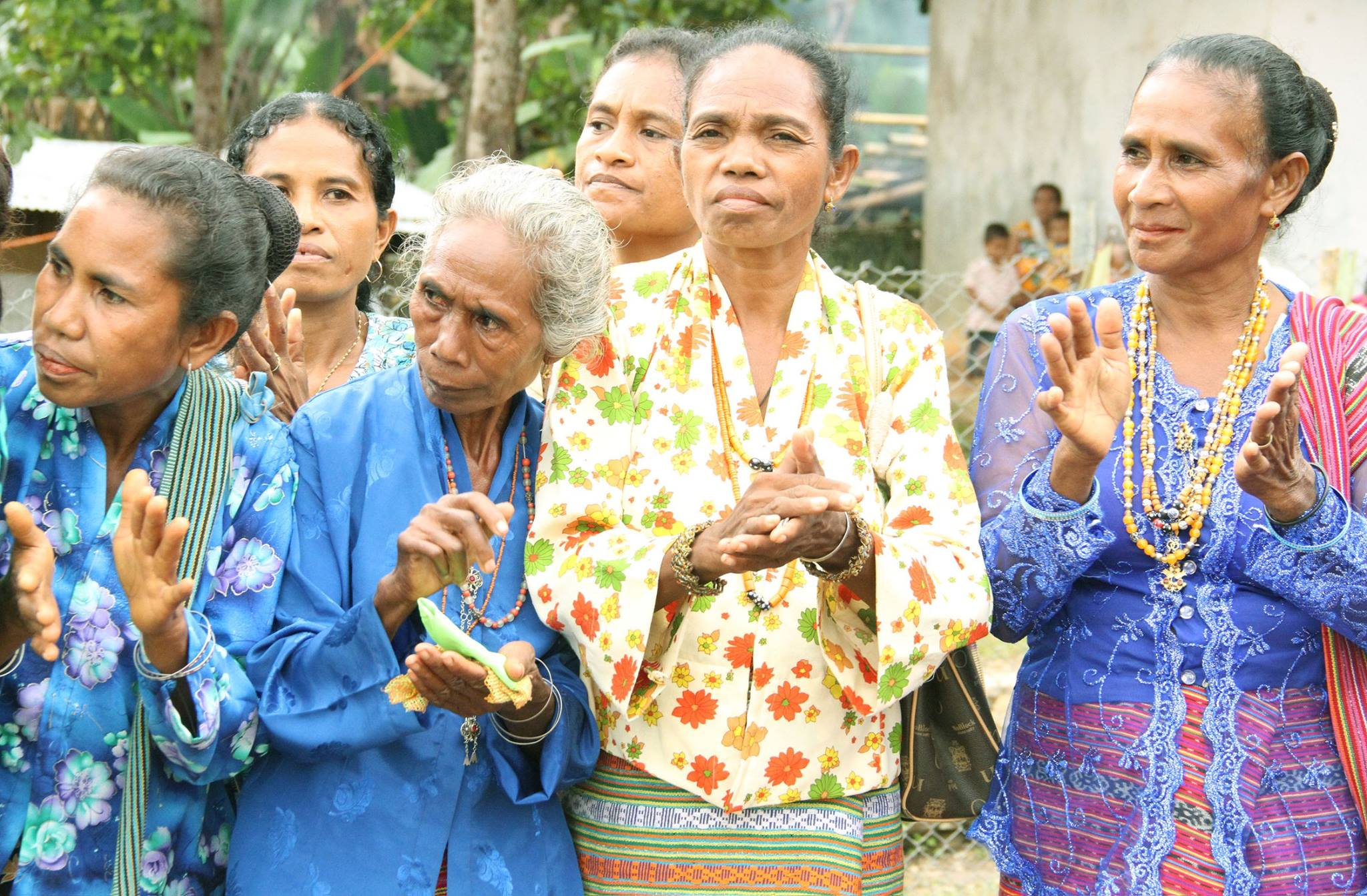
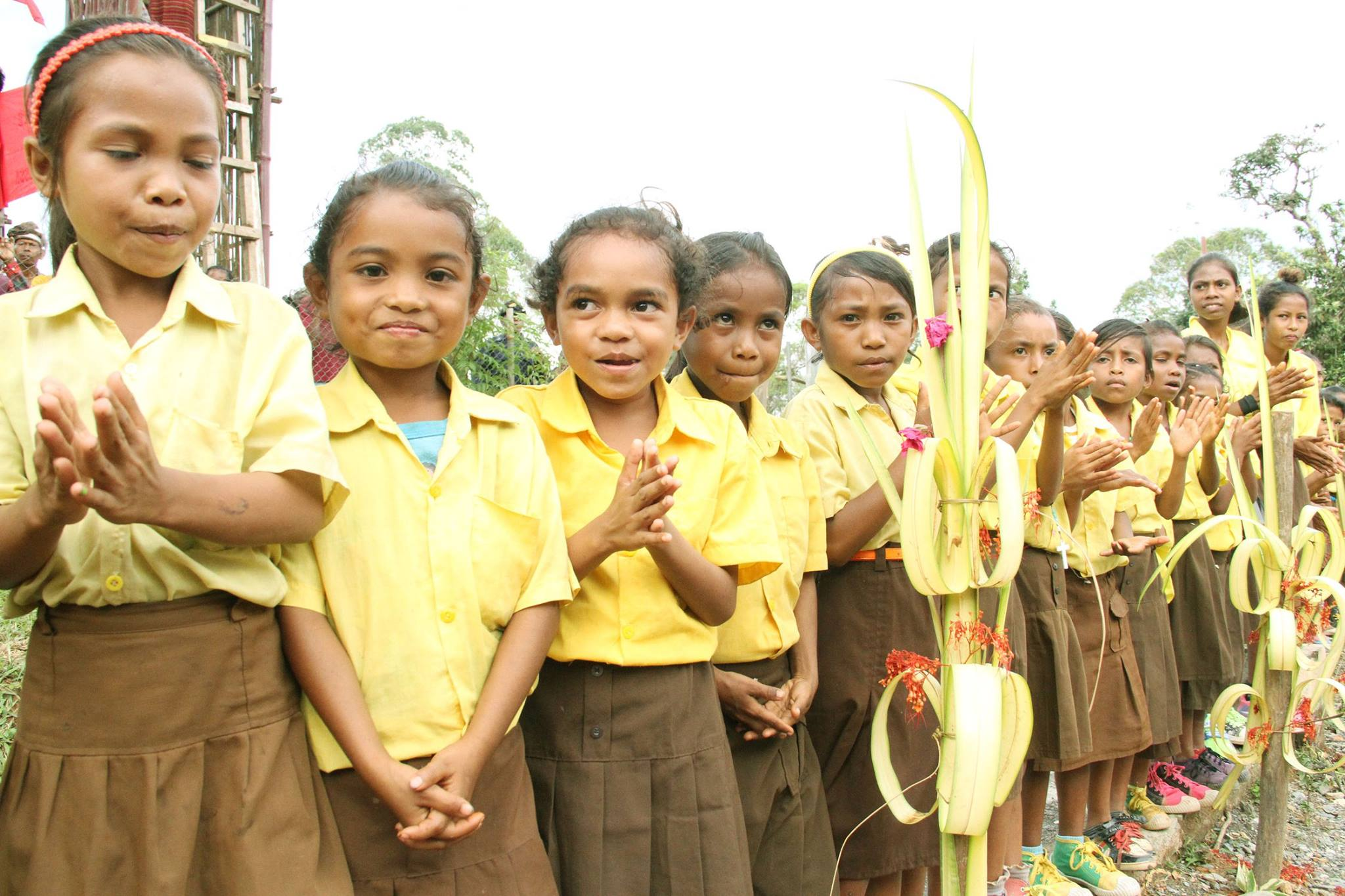

## Geschichte
1999 versuchten pro-indonesische Milizen (Wanra) die Stimmung vor dem Unabhängigkeitsreferendum am 30. August mit Gewalt zu beeinflussen. Aus dem Dorf Maubara stammt eine der gefürchtetsten Wanra Osttimors, die Besi Merah Putih (BMP), die vor allem in der Region Maubaras zwangsrekrutierte und hier auch ihr Hauptquartier hatte. Viele Menschen flohen aus Angst vor den Zwangsrekrutierungen. Bereits ab Januar 1999 war die BMP aktiv. Sie beging vor dem Referendum und nach der Bekanntgabe der Entscheidung für die Unabhängigkeit Hunderte von Verbrechen. Maubaralissa, Lissadila und Vatuvou wurden zu Geisterstädten. Ihre Einwohner flohen nach Sare (Gemeinde Ermera). Allein dort versammelten sich bis zu 6000 Flüchtlinge und blieben bis zum Eintreffen der INTERFET im September 1999.
Am 6. Januar 2007 wurden drei Frauen in Maubaralissa beschuldigt Hexen zu sein. Die Frauen im Alter von 25, 50 und 70 Jahren wurden ermordet und ihr Haus angezündet. Drei Verdächtige wurden von der UN-Polizei verhaftet. Es war der schlimmste von mehreren Fällen von moderner Hexenverfolgung im mehrheitlich katholischen Osttimor.

## Politik

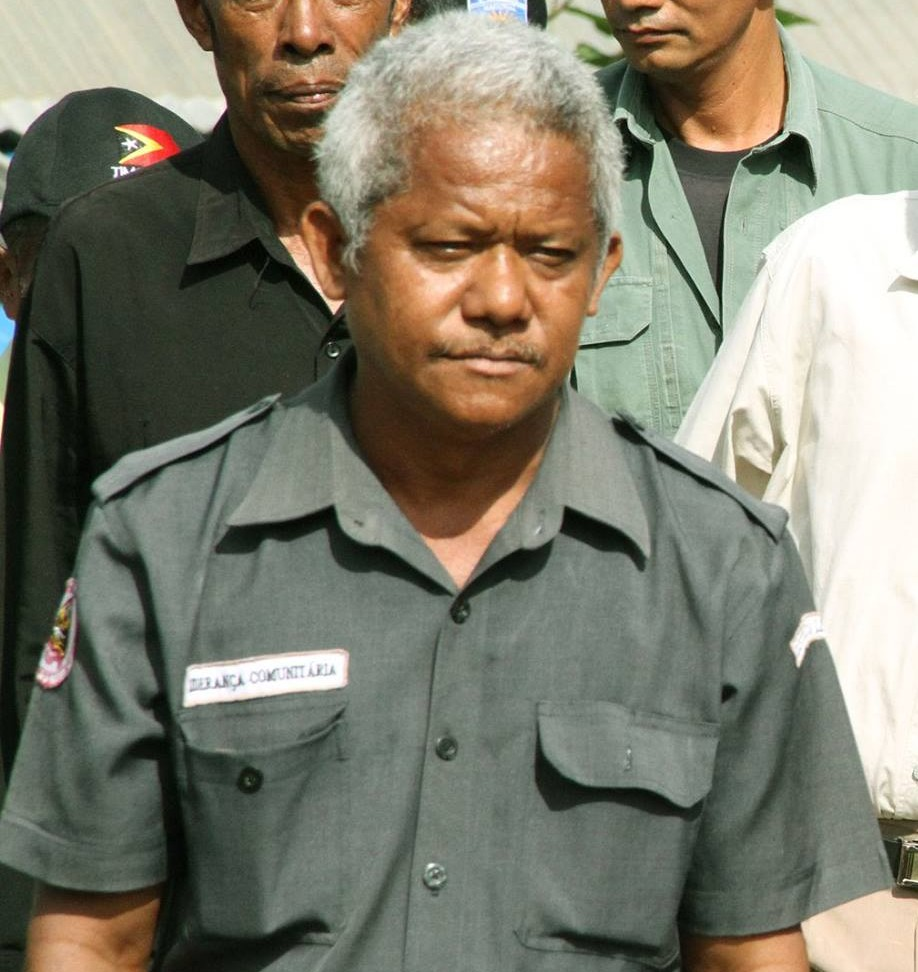
Rui Manuel (2016)

Bei den Wahlen von 2004/2005 wurde Miguel Sanches zum Chefe de Suco gewählt. Bei den Wahlen 2009 gewann Rui Manuel und wurde 2016 in seinem Amt bestätigt. 2023 wurde Anacleto da Costa neuer Chefe de Aldeia.
2023 wurden als Chefe de Aldeias gewählt: Patrucino da S.Ramos  (Baiquenulau), Januario da Silva (Darulema), Joni Gomes (Lissalara), Augusto de Jesus (Nunulete) und Francisco Lopes (Vatuguili).